# Kollagen-Typ 28α1
Kollagen Typ XXVIII, alpha 1 ist ein Kollagen, das vom Gen COL28A1 codiert wird. Es bildet Homotrimere, die wiederum Kollagenfibrillen vom Typ XXVIII formen.

## Eigenschaften
Kollagen Typ XXVIII enthält die Von-Willebrand-Faktor-Typ A-Domäne. Kollagen XXVIII befindet sich hauptsächlich im Ischiasnerv und an der Basalmembran einiger Schwann-Zellen. Außerdem ist es integraler Bestandteil des Ranvier-Schnürrings und umgibt nicht-myelinisierte Gliazellen.